# British India Steam Navigation Company
Die British India Steam Navigation Company, auch British India Line, war eine britische Linienreederei. Sie bestand von 1856 bis 1971.

## Geschichte
Erstmals eingetragen wurde das Unternehmen 1856 als Calcutta & Burmah Steam Navigation Company von seinem Gründer, dem schottischen Geschäftsmann William Mackinnon. Ab 1862 firmierte die Reederei als British India Steam Navigation Company Ltd. Im Jahr 1886 übernahm British India die Australian Steam Navigation Company mit deren von Brisbane ausgehenden Küstendiensten. Zusammen mit einer 1912 übernommenen Gesellschaft von fünf Schiffen wurde daraus Australasian United S.N. Co. Apcar & Co, Calcutta. Weitere fünf Schiffe kamen hinzu, als man 1913 die australische Reederei Archibald Currie übernahm.
Zwar wurde die British India Steam Navigation Company 1914 mit der Peninsular and Oriental Steam Navigation Company (P&O) zusammengeschlossen, aber sowohl die Schiffe, als auch deren Reederei behielten bis 1971 ihre Eigenständigkeit.
Auch die 1917 von British India übernommene Nourse Line trat nach außen hin weiter als eigene Reederei auf. Weitere Unternehmen, die British India übernahm, waren 1919 die Strick Line und 1935 die Asiatic Steam Navigation Company, an der man aber nur eine Anteilsmehrheit erwarb.
Als man die P&O 1971 in die Bereiche Stückgutschiffahrt, Passagierdienste und Massenguttransport reorganisierte, wurden alle beherrschten Reedereien und Schiffe zügig in die neue Struktur integriert, was auch das Ende der British India Steam Navigation Co. (British India Line) bedeutete.